# ゆかいな牧場
「ゆかいな牧場」（ゆかいなまきば）、または「マクドナルドじいさん飼っている」（マクドナルドじいさんかっている）はアメリカの民謡で、マザー・グースの一つ。原題はOld MacDonald Had a Farm（マクドナルド爺さんの牧場）。

## 概要
マザーグース（童謡）として日本でもよく知られている曲で、マクドナルド爺さん（小林幹治の「ゆかいな牧場」では順番にいちろうさん、じろうさん、さぶろうさんという歌詞になっている）の牧場で、犬、牛、豚、アヒルなどの動物たちが飼われている様子とその鳴き声があちらこちらで聞こえてくるというシンプルな歌詞で構成されている。カッコ部分は翻訳。
Old MacDonald had a farm, E-I-E-I-O.　（マクドナルド爺さんは牧場を持っている、イーアイ イーアイオー）
And on his farm he had a cow, E-I-E-I-O.　（彼の牧場には牛がいる、イーアイ イーアイオー）
With a moo-moo here and a moo-moo there,（こっちでモーモー　あっちでモーモー）
Here a moo, there a moo,　（こっちでモー、あっちでモー）
Everywhere a moo-moo,　（どこでもモーモー）
Old MacDonald had a farm, E-I-E-I-O.　（マクドナルド爺さんは牧場を持っている、イーアイ イーアイオー）
動物の名詞と、鳴き声の部分を変えながら歌が続いていく。mooの部分は英語の動物の鳴き声の擬声語である。

## 歴史
1917年に発刊された、軍事マーチなどを収集した本「Tommy's Tunes」（著者F T Nettleingham） に「Ohio」題で似た歌詞の曲が存在する。
Old Macdougal had a farm in Ohio-i-o,
and on that farm he had some dogs in Ohio-i-o,
With a bow-wow here, and a bow-wow there,
Here a bow, there a wow, everywhere a bow-wow.

## 翻訳
日本では小林幹治の作詞による「ゆかいな牧場」、小林純一の作詞による「マクドナルドじいさん飼っている」などが知られている。同じく日本では「大阪うまいもんの歌」、高田三九三の訳詞による「すいかの名産地」という替え歌がある。
NTTのマイラインやカーコンビニ倶楽部、アットホーム、BuySell TechnologiesなどのCMソングにも替え歌が使われている。
中国では「王老先生有塊地」という訳詞がある。